# Hệ sinh dục nam

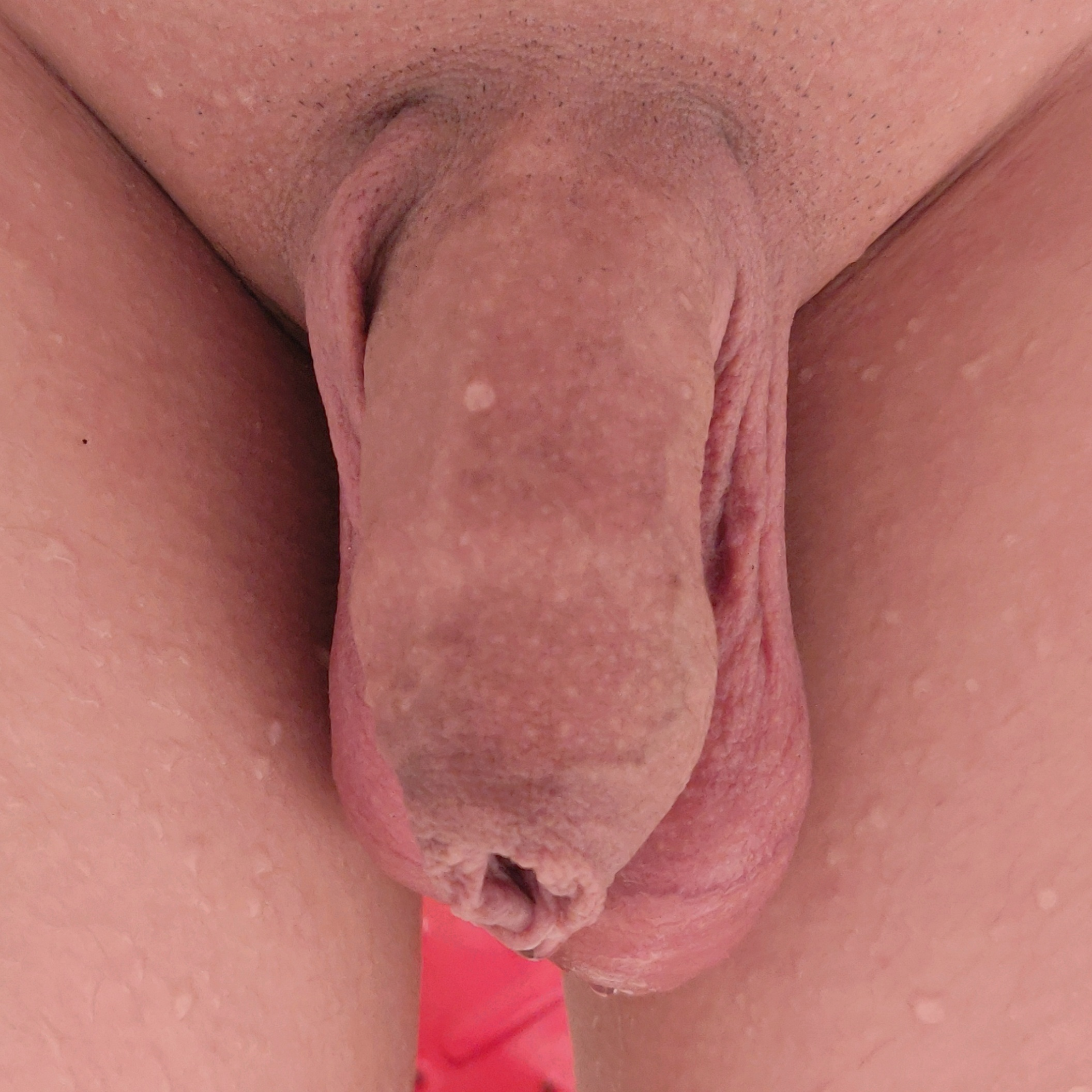
Hệ sinh dục nam

Hệ thống sinh dục nam gồm có: tinh hoàn và bộ phận sinh dục phụ như đường dẫn tinh, tuyến tiền liệt, tuyến hành niệu đạo, túi tinh và dương vật.

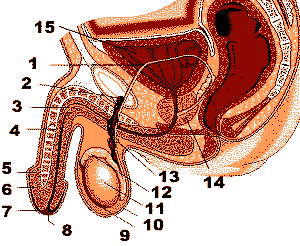
1. Ống dẫn tinh (vas deferens)
2. Tĩnh mạch bọc quanh ống dẫn tinh
3. Ống dẫn tiểu
4. Thân dương vật
5. Vành quy đầu
6. Quy đầu
7. Da quy đầu
8. Lỗ tiểu
9. Màng bọc tinh hoàn
10. Da
11. Tinh hoàn
12. Mào tinh hoàn
13. Tuyến tiền liệt
14. Bàng quang
15. Tuyến phụ kiện nam

## Tinh hoàn
Tinh hoàn là một cơ quan sinh tinh trùng, đồng thời là tuyến nội tiết (tiết ra nội tiết tố nam testosteron) làm cho cơ thể phát triển giới tính nam.
- Hình thể ngoài: Có hai tinh hoàn phải và trái nằm trong bìu. Tinh hoàn trung bình có kích thước dài 5 cm, rộng 3 cm, dày 2,5 cm, cân nặng khoảng 20g. Tinh hoàn được bao bọc bởi một lớp vỏ xơ dày, trắng và không đàn hồi gọi là lớp áo trắng.
- Hình thể trong: Tinh hoàn được chia thành 300-400 tiểu thùy ngăn cách nhau bởi các vách xuất phát từ mặt trong của lớp áo trắng. Mỗi tiểu thùy có từ 2-4 ống sinh tinh xoắn. Tinh trùng do các ống này sinh ra được đổ vào các ống sinh tinh thẳng, rồi vào lưới tinh hoàn ở phần sau trên của mỗi tinh hoàn. Từ lưới tinh hoàn có 12-15 ống xuất dẫn tinh trùng vào các ống mào tinh. Ở giữa các ống sinh tinh có những nhóm tế bào kẽ tiết ra hormon testosteron.

## Mào tinh hoàn
Mào tinh hoàn uốn cong hình chữ C nằm dọc theo đầu trên và bờ sau tinh hoàn. Mào tinh hoàn có ba phần là đầu, thân và đuôi.

## Ống dẫn tinh
Ống dẫn tinh đi từ đuôi mào tinh hoàn đến mặt sau bàng quang thì kết hợp với ống tiết của túi tinh để tạo thành ống phóng tinh. Nó dài khoảng 30 cm, đường kính 2–3 mm nhưng lòng ống chỉ rộng khoảng 0,5 mm.

## Túi tinh
Túi tinh là một túi dự trữ tinh trùng, là nơi tiết một ít chất dịch trước khi phóng tinh. Nó dài khoảng 5 cm, nằm ở mặt sau bàng quang, dọc bờ dưới của ống dẫn tinh. Đầu dưới của túi tinh mở vào một ống bài xuất ngắn gọi là ống tiết. Ống này kết hợp với ống dẫn tinh cùng bên tạo thành ống phóng tinh.

## Ống phóng tinh
Mỗi ống phóng tinh 2 cm, do ống tinh và ống tiết của túi tinh kết hợp lại tạo thành. Hai ống chạy chếch qua tuyến tiền liệt và đổ vào niệu đạo tiền liệt. Ống mào tinh, ống dẫn tinh, ống phóng tinh và niệu đạo nam hợp thành đường dẫn tinh.

## Tuyến tiền liệt
Tuyến tiền liệt là một khối hình nón mà đáy ở trên, đỉnh ở dưới. Tuyến rộng 4 cm, cao 3 cm và dày 2,5 cm, nặng trung bình 15-20 g (ở người lớn độ tuổi 30-40); ở sau tuổi 45, tuyến thường to ra. Tuyến tiền liệt nằm ở dưới bàng quang và bao quanh niệu đạo tiền liệt. Dịch tiết của tuyến tiền liệt đóng góp khoảng 60% thể tích tinh dịch và góp phần vào sự vận động và sức sống của tinh trùng. Dịch tiết của tuyến tiền liệt được đổ vào niệu đạo tiền liệt.

## Tuyến hành niệu đạo
Có hai tuyến hành niệu đạo nằm ở hai bên niệu đạo màng. Mỗi tuyến to bằng hạt ngô và đổ dịch tiết vào niệu đạo hành xốp bằng một ống tiết. Dịch tiết của tuyến là một chất kiềm có tác dụng trung hòa dịch acid của nước tiểu trong niệu đạo, qua đó bảo vệ cho tinh trùng. Tuyến cũng tiết ra niêm dịch để bôi trơn đầu dương vật và niêm mạc niệu đạo.

## Dương vật

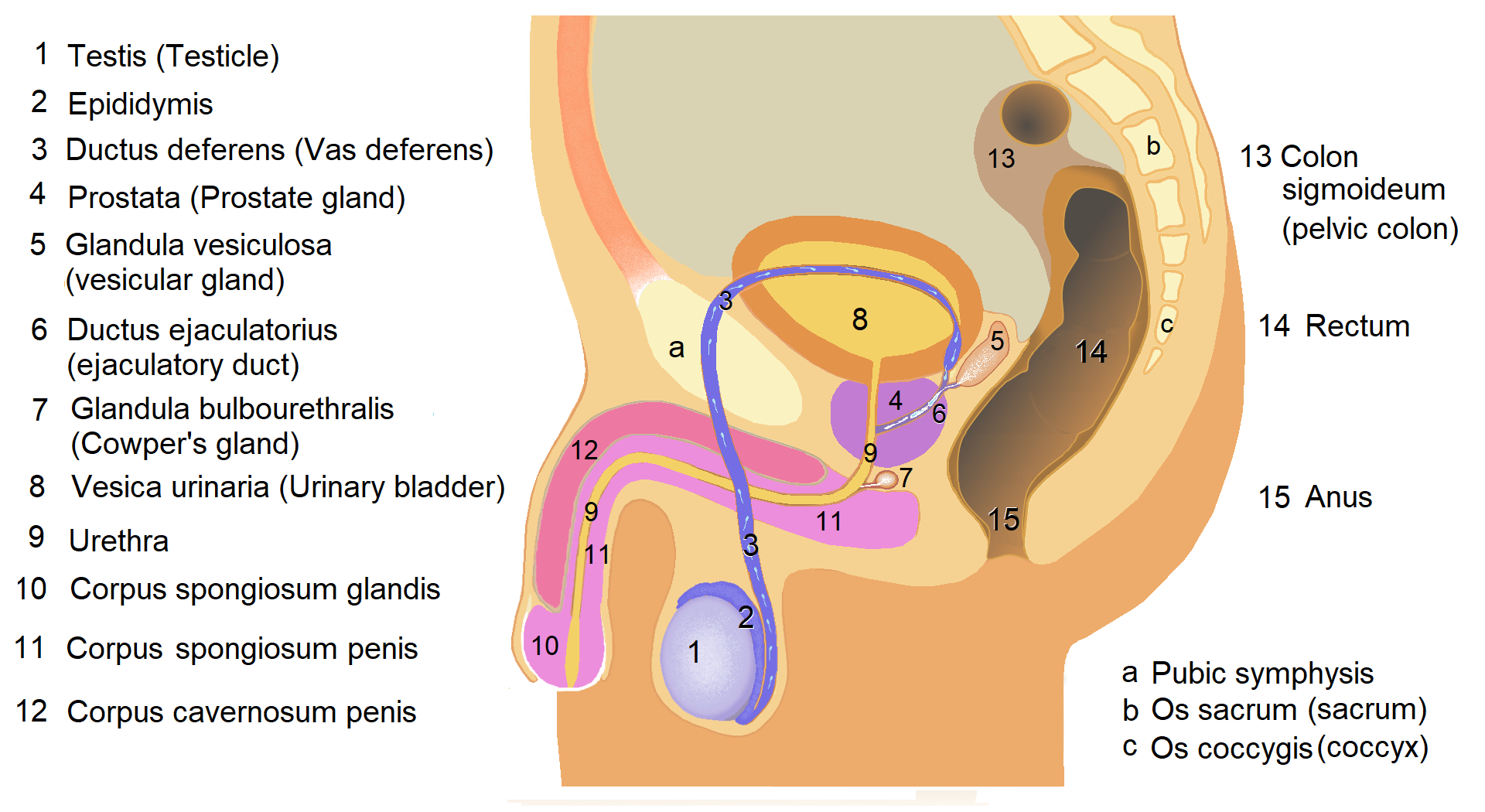
Vị trí và cấu tạo dương vật

Dương vật gồm gốc, thân và quy đầu dương vật. Gốc dương vật nằm đáy chậu và dính vào xương mu bởi dây chằng treo dương vật. Thân dương vật hình trụ, có mặt trên hơi dẹt gọi là mu dương vật mặt dưới gọi là mặt niệu đạo. Qui đầu dương vật được bao bọc trong một nếp nửa da nửa niêm mạc có thể di động được gọi là bao quy đầu. Ở đỉnh quy đầu có lỗ niệu đạo ngoài (hay còn gọi là lỗ sáo). Dương vật là cơ quan niệu-sinh dục ngoài vừa để dẫn nước tiểu vừa để phóng tinh dịch.

## Bìu dái
Bìu dái là một túi da rất sẫm màu do các lớp của thành bụng trĩu xuống tạo thành. Nó được chia thành hai lớp ngăn, mỗi ngăn chứa một tinh hoàn và một mào tinh. Trong bìu có lớp có Dartos được tạo nên bởi sợi cơ trơn, sợi đàn hồi và sợi liên kết, tương tự như một cơ bám da.